# کلیسای جماعت ربانی ایران

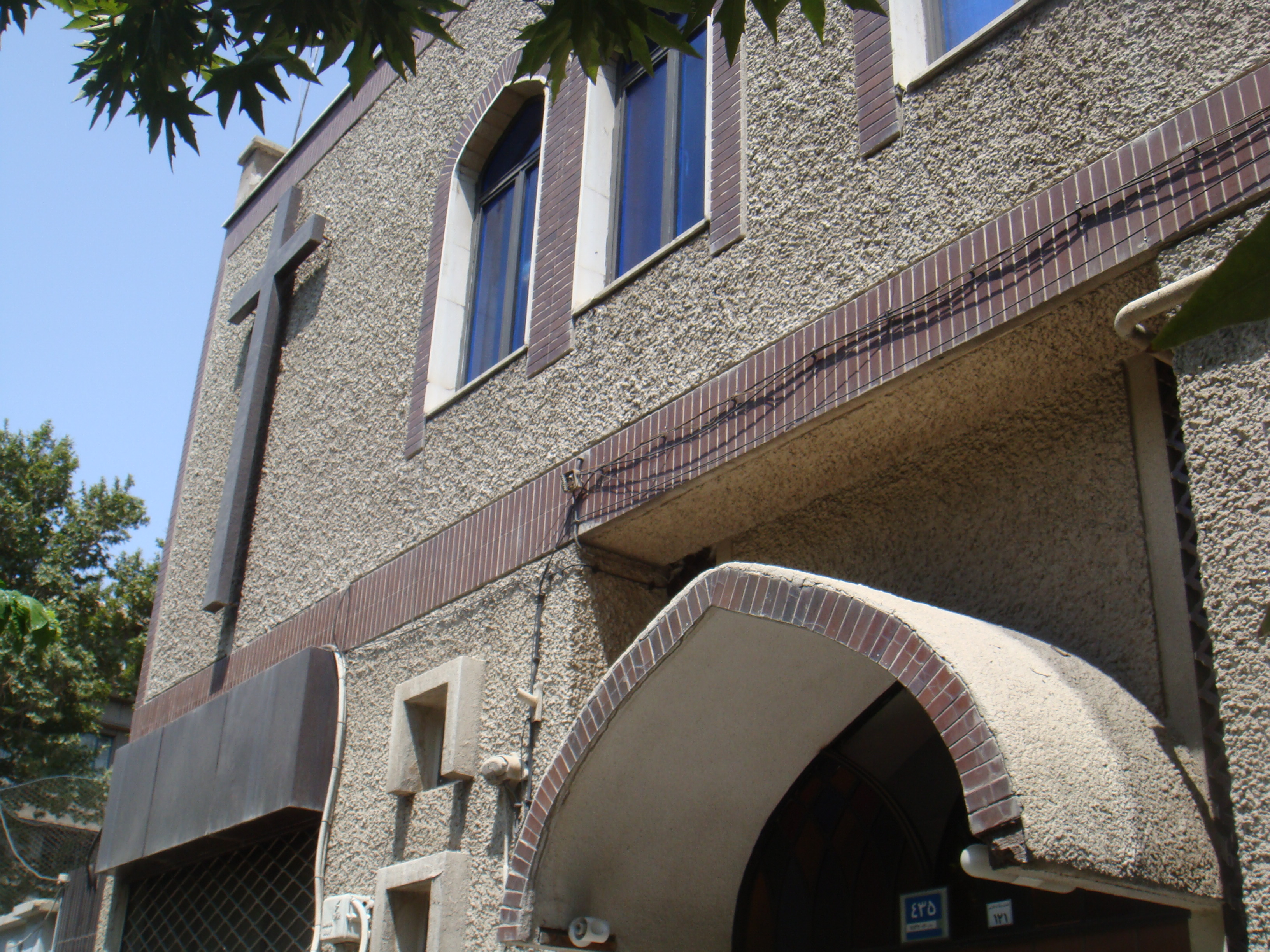
کلیسای پروتستان در تهران، خیابان طالقانی

کلیسای جماعت ربانی ایران شامل گروهی از کلیساها می‌شود که در دهه‌های ۶۰–۹۰ بزرگ‌ترین کلیسای انجیلی ایران بود. بزرگ‌ترین شعبه این کلیسا واقع در خیابان طالقانی (تخت جمشید) تهران به اسم کلیسای جماعت ربانی (مرکز) بود که تقریباً تعداد اعضایش بیشتر از نصف اعضای کل کلیسای جماعت ربانی ایران را تشکیل می‌داد و به ده‌ها هزار نفر می‌رسید.
کلیسای (مرکز) قبل از بسته شدن پذیرای بیش از ده‌ها هزار نفر در جلسات مختلف هفتگی بود. از جمله جلسات:
- جلسه موعظه و پرستش یکشنبه
- دعا و تعلیم سه شنبه
- کلاسهای الهیاتی پنجشنبه

بیشتر اعضای این کلیسا در ایران را نوکیشان تشکیل می‌دادند. عده‌ای اندک از دیگر اعضای این کلیسا را نیز ارمنی‌های ایران و آشوری‌ها تشکیل می‌دادند که از کلیسای حواری ارمنی و کلیسای شرق آشور وارد این کلیسا شده‌بوند. اسقف این کلیسا هایک هوسپیان‌مهر (۱۹۷۸–۱۹۹۴) بود.
برخی دیگر از افراد و واعظان و کشیشان این کلیسا عبارتند از: سوریک سرکیسیان/روبرت آسریان/وارتان آوانسیان/ادوارد هوسپیان‌مهر/روبرت آواکمیان/هانری و نشان بودند.
این کلیسا سرانجام در اردیبهشت ۱۳۹۲ و رسماً در خرداد ۱۳۹۲ به دستور مقامات قضایی تعطیل شد و بیشتر واعظان و خادمان و اعضای آن مهاجرت کردند.